# جديدة يابوس
جدَيدة يابوس قرية في منطقة قدسيا في محافظة ريف دمشق. تقع على طريق دمشق-بيروت السريع ويوجد عندها معبر حدودي بين سوريا ولبنان.